# 特兰基洛·巴内塔
特兰基洛·巴内塔（Tranquillo Barnetta，1985年5月22日—）是一名瑞士足球運動員，擔任中場。巴内塔是瑞士國家足球隊的主力球員。
巴内塔於家鄉球隊罗特蒙滕開始接觸足球，其後轉至聖加侖足球會訓練。2004年，巴尼達很早已入選了瑞士國家足球隊，並參加了2004年歐洲國家盃。
2004年，年僅19歲的巴内塔參加了歐洲國家盃後，轉會至德甲球隊勒沃库森，勒沃库森迅即外借他至漢諾威。不幸地，巴内塔代表瑞士對以色列的2006年世界盃外圍賽中，韌帶撕裂，只能代表漢諾威上陣7次。結果勒沃库森於2005年把巴尼達收回，在勒沃库森巴尼達的才華開始發揮，成為球隊的主力球員。
巴内塔在2006年世界盃對多哥的賽事中射入一球助瑞士獲勝，但在十六強對烏克蘭的賽事中，巴内塔在互射十二碼階段射失一球，最終烏克蘭3球全中，瑞士全失的情況下，烏克蘭出線半準決賽。賽後，巴内塔入選2006年世界盃「最佳年青球員獎」的6人候選名單，對手包括德國波多尔斯基、西班牙法布雷加斯、葡萄牙C罗、阿根廷梅西、厄瓜多尔瓦伦西亚，最終由波多尔斯基獲選。

## 外部連結
- barnettafan.ch （页面存档备份，存于）巴尼達官方網頁（德文）
- Leverkusen who's who （页面存档备份，存于）
- 巴尼達資料 J1897.com （页面存档备份，存于）
- 巴尼達職業數據 fussballdaten.de （页面存档备份，存于） （德文）